# 天野元勝
天野 元勝（あまの もとかつ）は、戦国時代から安土桃山時代にかけての武将。毛利氏の家臣。祖父は天野隆重。父は天野元友。子に天野元因。

## 出自
安芸天野氏は、藤原南家工藤氏の一族が安芸国に下向し国人化したもので、元勝の系統は天野政貞から始まる金明山天野氏にあたる。同じく安芸国の国人である天野興次・天野興定・天野元定の一族の系統は生城山天野氏である。

## 生涯
毛利氏家臣である天野元友の長男として生まれ、毛利輝元の定近習となった
天正3年（1575年）12月22日、毛利輝元の加冠状を受けて元服し、「元」の偏諱を与えられて天野少輔四郎元勝と名乗った。
天正年間の初め頃に父・元友が死去し、その後を継いだ。なお、父・元友が存命中の元亀元年（1570年）から続いていた出雲国出雲郡氷室の地を所領とすることに関する愁訴が解決しなかったため、元勝が愁訴を引き継いでいる。
天正8年（1580年）4月9日、備中国における陣替えの申し出を毛利輝元が承認し、元勝の伯父で備中松山城に在番する天野元明が出陣する際に元勝も出陣させる案があったが、備中松山城の在番も重要であるため、元勝に備中松山城への在番を命じている。
同年5月18日、元勝の備中松山城への在番にあたって、織田氏との合戦が落ち着いて備中国や美作国が平定された暁には200貫の地を与えることを福原貞俊を通じて毛利輝元から約束された。また、翌5月19日には国司元武を通じて毛利輝元から、備中松山城への在番には佐伯弥五郎を副官として付け、織田氏との戦いが落ち着いた際には備中国か美作国において10貫の地を与えることを約束された。5月20日には天野元明が備中幸山城へ出陣するため、元勝はこの日の夜から登城して万事対応することを輝元に命じられた。
天正11年（1583年）閏1月23日に毛利輝元が吉川元春、小早川隆景、福原貞俊に対して、天野元友・元勝父子による愁訴の対象となっていた出雲国出雲郡氷室の替地として島根郡円福寺100貫の地を元勝に与えるように命じ、同年5月20日に新たな在城の任務と引き換えながら、ようやく島根郡円福寺100貫の地が元勝に与えられた。
同年9月、毛利氏と羽柴秀吉との講和条件として吉川元春の三男である吉川経言（後の吉川広家）と毛利元就の九男で小早川隆景の養子となった小早川元総（後の小早川秀包）が人質として大坂へ上ることになると、元勝は元総に随行した。
天正12年（1584年）3月、小早川秀包が羽柴秀吉に従って小牧・長久手の戦いに従軍した際には元勝も随行し、近江国と美濃国を経て尾張国まで出陣した。これに対し、毛利輝元は4月9日に元勝に対して金5両を贈り、「出陣先において所々陣替えがあるとのこと、辛労の至りである。遠路であるため無沙汰であった。言うまでもないことだが、出陣中は特に秀包への心付けに緩みがあってはならない。陣替えを行う者はすぐに派遣するため安心するように」と伝えている。
天正13年（1585年）の四国攻めに元勝も従軍し、7月14日から7月17日にかけて、長宗我部元親麾下の金子元宅が守る高尾城を攻撃して陥落させた際に武功を挙げた。その際の首注文に元勝の武功が漏れていたため、8月16日に小早川隆景と吉川元長が粟屋元種に連絡している。
同年12月27日、毛利輝元から「兵部少輔」の官途名を与えられた。
天正16年（1588年）7月に毛利輝元が上洛した際には元勝も同行しており、9月11日に輝元の使者として、大坂に滞在中に参仕した堺の南北の衆に物を与えた。
同年10月8日、毛利輝元から「九郎左衛門尉」の官途名を与えられた。
慶長5年（1600年）1月22日に死去。同年7月26日に嫡男の天野元因が後を継ぐことを毛利輝元に認められた。